# Долинское (Томаковский район)
Долинское (укр. Долинське) — село,
Выводовский сельский совет,
Томаковский район,
Днепропетровская область,
Украина.
Код КОАТУУ — 1225482003. Население по переписи 2001 года составляло 362 человека.

## Географическое положение
Село Долинское находится в 2-х км от села Глухое и в 4-х км от села Выводово.В километре южнее находился хутор Раздёры обозначенный на картах 1867г.. Н картах 1919г. и картах более поздних периодов хутор уже не значится.
По селу протекает пересыхающий ручей с запрудой.
Рядом проходит автомобильная дорога Т-0420.

## Происхождение названия
На топографических картах Шуберта 1867г. на мете  села Долинское отмечен хутор Глухой. На картах 1941г. значится как хутора Глухие с численностью дворов-18. Первоначальное название очевидно было по названию балки где и образовалось селение. Переименование произошло по всей видимости в  период  (1945-1950 г.г.). Название села изменялось несколько раз. Одно из названий Советского периода: Коминтерн. 

## Экономика
Село газифицировано. Имеется предприятия для автоматизированной сортировки и сушки зерна, а также МТС ООО «Исток».

## Объекты социальной сферы
В селе имеется начальная школа.

## Известные люди
В селе Долинское проживала Шапошник Мария Никифоровна, кавалер ордена Ленина.Награждена за высокие достижения в растениеводстве.